# Rudi Gfaller
Rudi Gfaller, né le 10 novembre 1882 à Vienne et mort le 11 février 1972 à Bad Ischl est un compositeur et acteur autrichien.

## Biographie
Gfaller étudie au Conservatoire de la Société des Amis de la Musique de la musique de Vienne. Il est engagé dans des théâtres allemands et tchèques. Pendant l'hiver 1906-1907, il devient un membre de la troupe du Neue Theater, prédécesseur de l'Opéra de Leipzig. Là, il rencontre la chanteuse Thérèse Wiet (1885-1971) qu'il épouse peu de temps après.
Déjà à cette époque le couple possède une maison de vacances à Bad Ischl, où il compose la quasi-totalité de ses œuvres.
Après son mariage, Gfaller se produit presque exclusivement comme acteur avec sa femme. En plus de ses apparitions sur scène, il fonde le « Panorama » de Leipzig. Ce projet théâtral est détruit par un raid aérien en 1943. Gfaller fuit avec son épouse à Bad Ischl. Le couple y vit après la guerre. C'est là que Rudi Gfaller décède en 1972.

## Œuvres principales
Rudi Gfaller est essentiellement l'auteur d'opérettes :
- Der dumme August
- Eine Walzernacht.
- Hallo, hier Garmisch.
- Die Gräfin bitteschön
- Die himmelblaue Stadt.
- Madonna Christina.
- Der feurige Elias (Livret d'Hermann Demel et Maximilian Gottwald).
- Venedig in Wien.
- Der glückliche Kiebitz.
- Der Mann seiner Frau

## Source
- (de) Cet article est partiellement ou en totalité issu de l’article de Wikipédia en allemand intitulé « Rudi Gfaller » (voir la liste des auteurs).